# Ten Thousand Fists
Ten Thousand Fists — третій студійний альбом американського хеві-метал гурту Disturbed. Він був випущений 20 вересня 2005 року і став другим поспіль дебютним альбомом Disturbed, який посів номер 1 у Billboard 200 у Сполучених Штатах, розійшовши близько 239 000 примірників першого тижня.  Він був сертифікований платиновим RIAA, а також став другим релізом групи номер 1 у Новій Зеландії. Це також перший альбом гурту, який не має ярлика "Parental Advisory".
Ten Thousand Fists знаменує собою перший альбом з басистом Джоном Моєром, який замінив Стіва Кмака після його звільнення в 2003 році. Однак Моєр вважався сесійним музикантом під час запису, і став постійним учасником лише під час туру на підтримку альбому.  Це буде третя й остання співпраця гурту з головним продюсером Джонні К. Крім того, Ten Thousand Fists також є першим альбомом, на обкладинці якого є їхній нині відомий талісман The Guy. Пізніше він з'явиться в повнотілому вигляді в музичному кліпі для кавер-версії гурту "Land of Confusion".
Альбом був присвячений Даймбегу Дарреллу, який був убитий за рік до виходу альбому.

## Список композицій
Автор музики і слів Disturbed, крім пісні "Land of Confusion", що була написана гуртом Genesis. 
| #     | Назва                                  | Тривалість |
| ----- | -------------------------------------- | ---------- |
| 1.    | «Ten Thousand Fists»                   | 3:32       |
| 2.    | «Just Stop»                            | 3:44       |
| 3.    | «Guarded»                              | 3:20       |
| 4.    | «Deify»                                | 4:17       |
| 5.    | «Stricken»                             | 4:05       |
| 6.    | «I'm Alive»                            | 4:42       |
| 7.    | «Sons of Plunder»                      | 3:48       |
| 8.    | «Overburdened»                         | 5:57       |
| 9.    | «Decadence»                            | 3:24       |
| 10.   | «Forgiven»                             | 4:12       |
| 11.   | «Land of Confusion» (кавер на Genesis) | 4:48       |
| 12.   | «Sacred Lie»                           | 3:06       |
| 13.   | «Pain Redefined»                       | 4:07       |
| 14.   | «Avarice»                              | 2:57       |
| 56:00 |                                        |            |

| iTunes Deluxe bonus track | iTunes Deluxe bonus track | iTunes Deluxe bonus track |
| #                         | Назва                     | Тривалість                |
| ------------------------- | ------------------------- | ------------------------- |
| 15.                       | «Monster»                 | 4:04                      |
| 1:00:04                   |                           |                           |

| Tour Edition bonus tracks | Tour Edition bonus tracks | Tour Edition bonus tracks |
| #                         | Назва                     | Тривалість                |
| ------------------------- | ------------------------- | ------------------------- |
| 15.                       | «Monster»                 | 4:04                      |
| 16.                       | «Two Worlds»              | 3:30                      |
| 1:03:34                   |                           |                           |

## Учасники запису
- Девід Дрейман – вокал
- Ден Донеган – гітара, електроніка
- Майк Венгрен – ударні
- Джон Моєр – бас-гітара, бек-вокал